# 사미 카파넨
사미 한누 안테로 카파넨(핀란드어: Sami Hannu Antero Kapanen, 1973년 6월 14일~)은 핀란드의 아이스하키 선수, 지도자로 현역 시절 포지션은 라이트윙이다. 아이스하키에 깊은 관련이 있는 가문 출신으로 아버지인 한누와 삼촌인 야리, 동생인 킴모, 아들인 카스페리도 아이스하키 선수이다. SM-리가의 칼파와 HIFK 하키, 내셔널 하키 리그(NHL)의 하트퍼드 웨일러스, 캐롤라이나 허리케인스, 필라델피아 플라이어스 소속으로 활동했으며, SM-리가에서 402경기에 출전하여 293점의 득점을 기록했고, NHL에서 831경기에 출전하여 458 득점 포인트를 기록했다.
핀란드 아이스하키 국가대표팀의 일원으로 국제 대회에 출전했으며, 올림픽에 3회 출전하여 1994년과 1998년 동계 올림픽에서 동메달을 획득했다. 또한 세계 아이스하키 선수권 대회에 7회 참가하여 금메달 1개(1995)와 은메달 3개(1994, 1998, 2001)를 획득했다.
현역 은퇴 후에는 아이스하키 지도자로 활동했으며, 2017년부터 2019년까지 칼파, 2019년에 스위스 리그의 HC 루가노의 감독을 맡았다.